# United States Military Telegraph Service

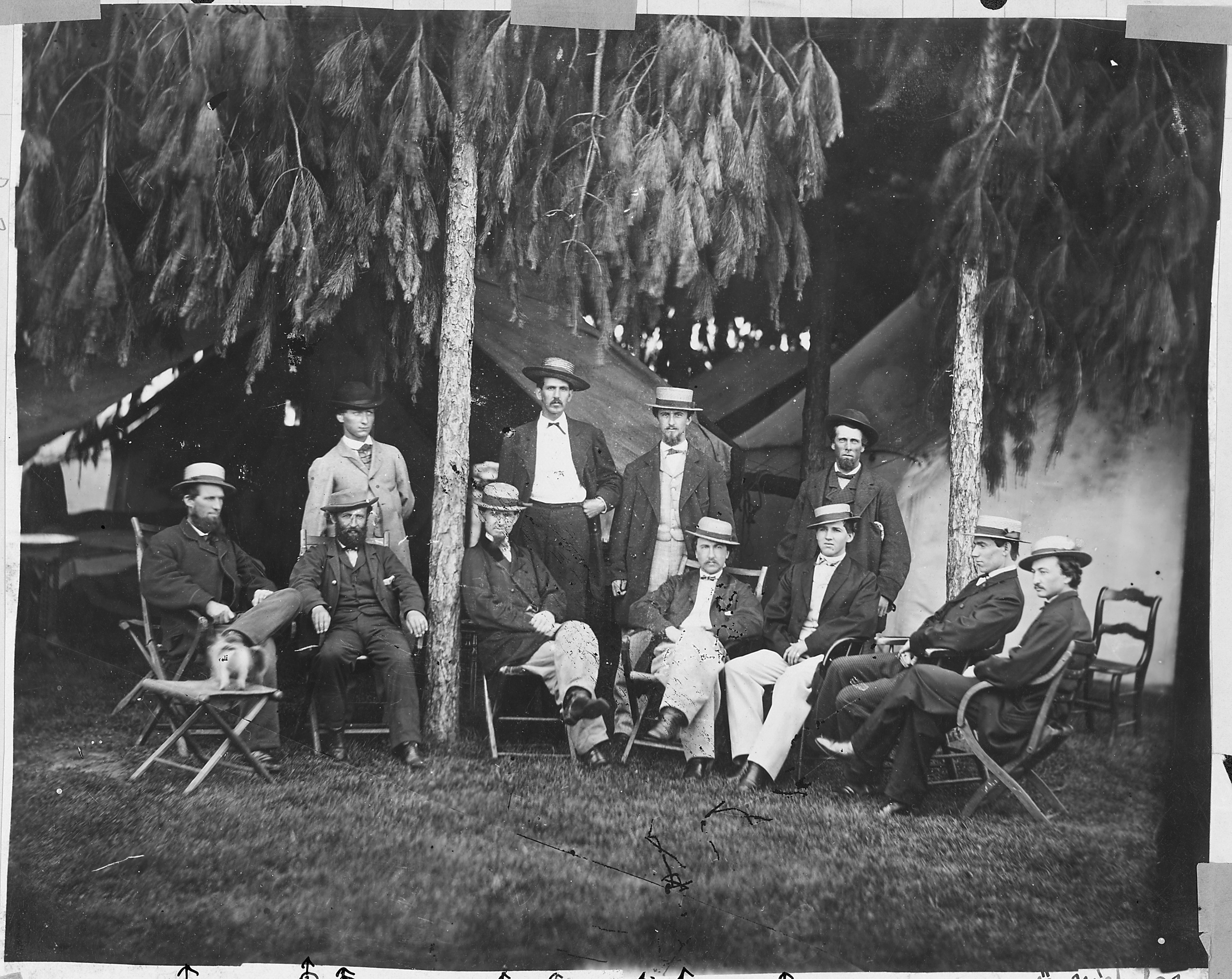
Angestellte des USMT in Richmond (Virginia) um 1865

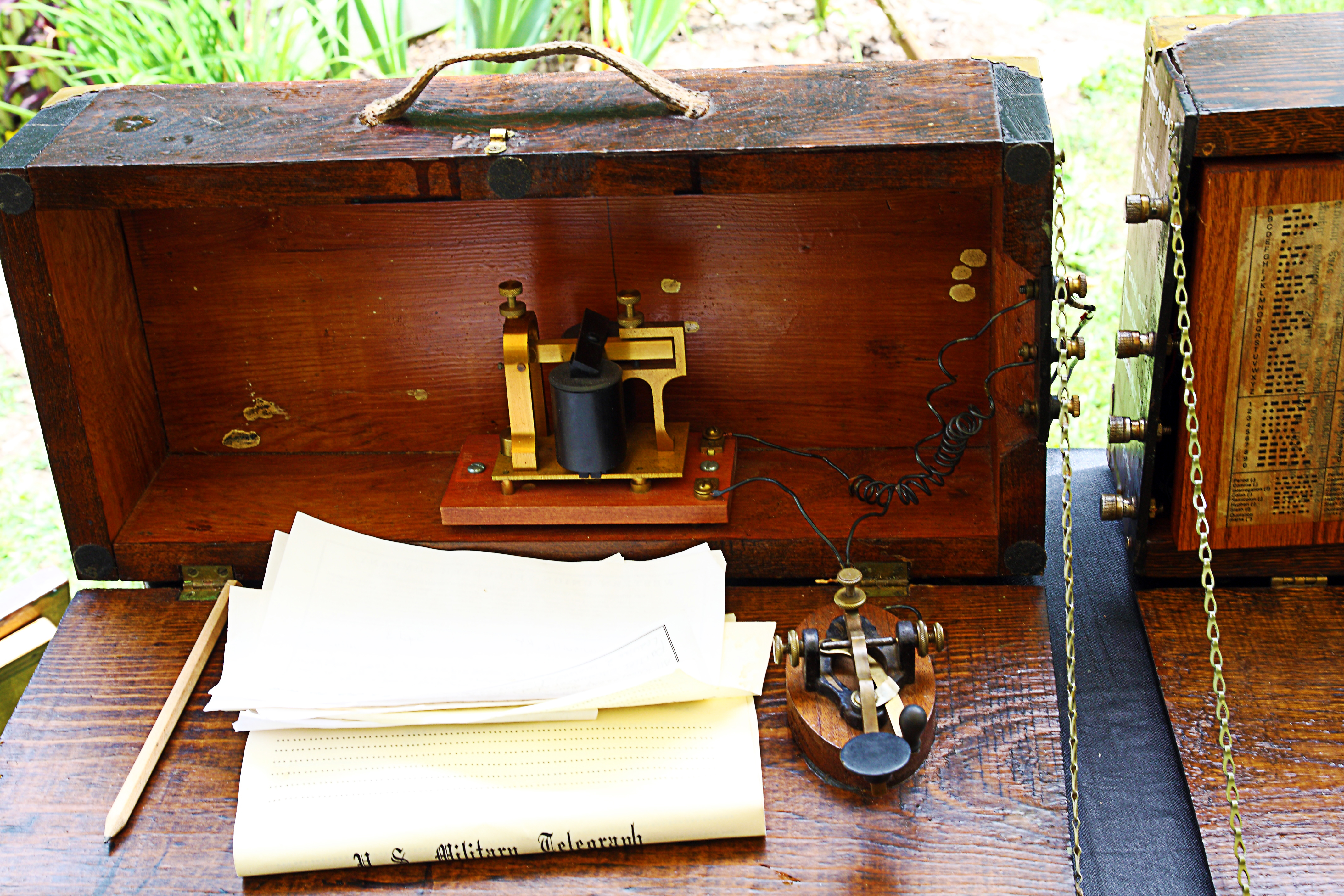
Morseausrüstung mit Klopfer (hinten) und Morsetaste (rechts)

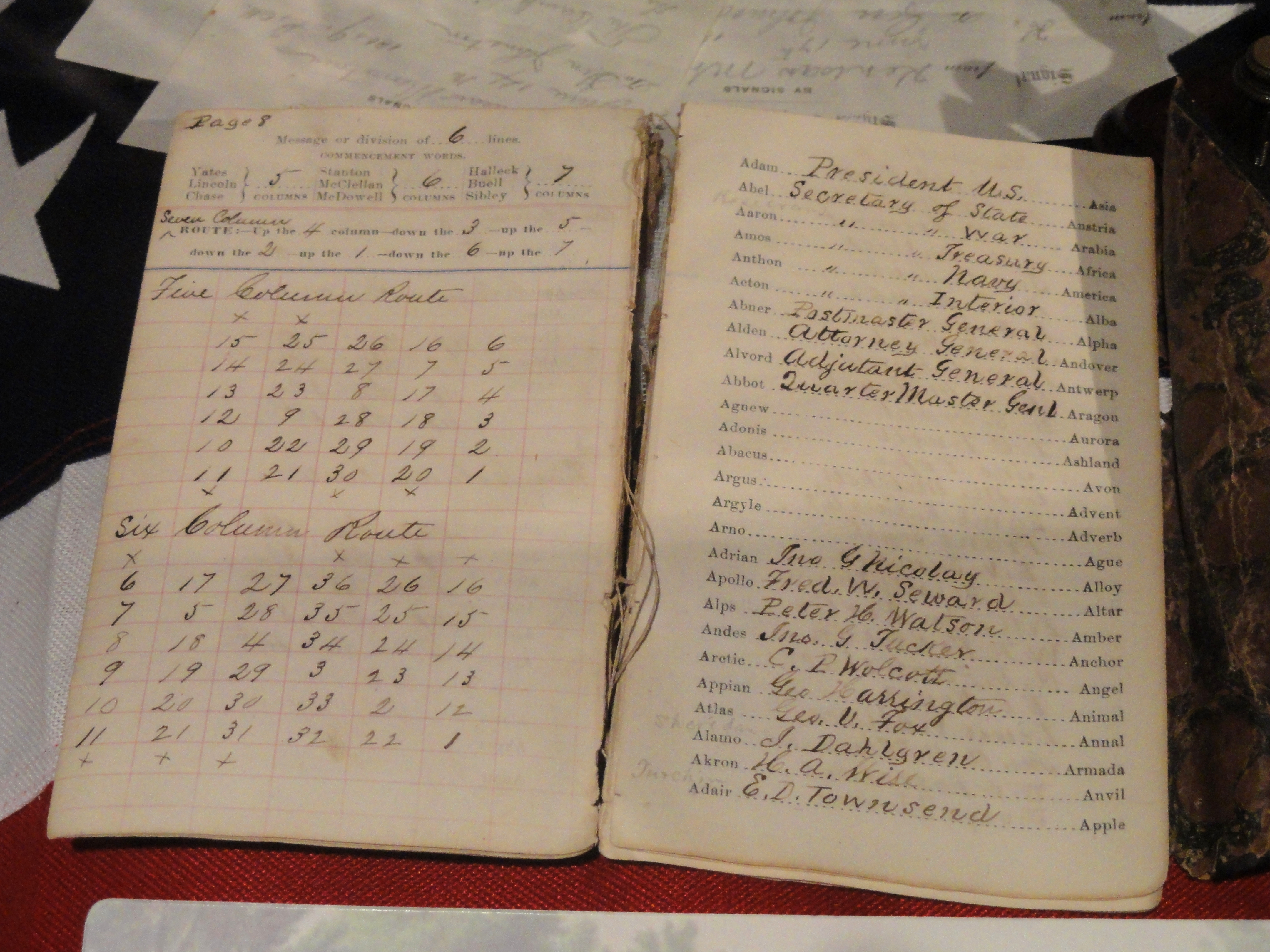
Codebuch aus der damaligen Zeit

Der United States Military Telegraph Service (USMT), deutsch „Militärtelegrafendienst der Vereinigten Staaten“, war ein hauptsächlich mit Zivilpersonen besetzter Hilfsdienst des Unionsheers im amerikanischen Sezessionskrieg (1861–1865). Aufgabe war, Telegrafenverbindungen zu errichten und zu betreiben, um den Nachrichtenaustausch zwischen Truppenführung und Verbänden sicherzustellen.
Eng verwandt, aber nicht identisch damit ist das United States Military Telegraph Corps (deutsch „Militärtelegrafenkorps der Vereinigten Staaten“).

## Geschichte
Während der 1850er-Jahre, also noch vor Ausbruch des Bürgerkriegs, hatte Albert Myer (1828–1880), Chirurg und Offizier der US‑Army, ein System der optischen Telegrafie entwickelt, genannt Wigwag. Es nutzte Flaggen oder Fackeln, um den Nachrichtenaustausch mithilfe eines speziellen Winkeralphabets über einige Kilometer Distanz zu ermöglichen. In Washington, D.C. hatte Myer sein System einer Militärkommission erläutert, die von Robert E. Lee (1807–1870) geleitet wurde, damals Oberstleutnant des US‑Heeres, später General der Confederate States Army. Myer wurde beauftragt, seine Methode auf Feldtauglichkeit zu prüfen.
Im Juni 1860 wurde das US Army Signal Corps gegründet und Myer zu dessen alleinigem Offizier ernannt. Es handelte sich also hierbei nicht um ein Korps im Sinne eines militärischen Großverbands, sondern lediglich um eine vergleichsweise winzige militärische Abteilung. Im Jahr 1861 hatte Myer sein Signalsystem patentieren lassen und testete es im selben Jahr unter Gefechtsbedingungen. Dabei diente er im New-Mexico-Territorium unter dem Kommando von Oberst Thomas Fauntleroy (1796–1883). Zu dieser Zeit kam jedoch ein revolutionär neues Telekommunikationssystem auf – die elektrische Telegrafie (siehe auch: First telegram).
Wie sich bald zeigte, würde dieser neuen Technik eine entscheidende Rolle im vier Jahre andauernden Sezessionskrieg zukommen, der mit dem Angriff auf Fort Sumter am 12. April 1861 begonnen hatte. Bereits am 17. April erhielt Präsident Lincoln mithilfe eines Telegramms Kenntnis von einem Plan der Konföderierten. Diese beabsichtigten, Washington, die Hauptstadt der Union, innerhalb von zwei Wochen bis zum 1. Mai im Handstreich zu nehmen und so den Krieg zu beenden, bevor er richtig begonnen hatte. Nach Aufdeckung des Plans gelang es Lincoln, rechtzeitig Gegenmaßnahmen zu organisieren. Auch dafür nutzte er das neue Mittel der Telegrafie.
Gleichzeitig mit Myers Bemühungen, das Signal Corps mit mehr Personal auszustatten, wurde eine konkurrierende Organisation gegründet, der U.S. Military Telegraph Service. Im Gegensatz zum militärisch organisierten Corps handelte es sich beim Service um einen zivilen Dienstleister. Dieser verfügte weder über eine feste Personal- noch eine Korpsorganisation, sondern war schlicht ein ziviles Unternehmen, das dem Quartiermeister der Unionsarmee unterstellt war. Die Telegrafisten, die die gefährliche Arbeit nahe den Schlachtfeldern zu verrichten hatten, waren einfache Angestellte – schlecht bezahlt und wenig rücksichtsvoll behandelt. Dennoch erwiesen sie sich als effizient und äußerst nützlich für die Militärs.
Vom 1. Mai 1861 bis zum 30. Juni 1865 beförderte der USMT etwa 6,5 Millionen Telegramme. Dazu hatte es rund 15.000 Meilen (knapp 25.000 km) Telegrafenleitungen verlegt, oft unter widrigen Bedingungen und zuweilen unter feindlichem Beschuss.